# Nelion
Nelion är en bergstopp i Kenya. Den ligger i den centrala delen av landet, 140 km norr om huvudstaden Nairobi. Toppen på Nelion är 4 605 meter över havet.
Terrängen runt Nelion är bergig åt sydväst, men åt nordost är den kuperad.  Trakten runt Nelion är nära nog obefolkad, med mindre än två invånare per kvadratkilometer. Det finns inga samhällen i närheten. Trakten runt Nelion består i huvudsak av gräsmarker.